# BORN 2 DIE
『BORN 2 DIE』（ボーンツーダイ）は、井上三太による日本の漫画作品。『QuickJapan』（太田出版）3号から20号にかけて連載された。

## 概要
「架空のトーキョー」という『TOKYO TRIBE2』と同様の世界観で描かれている。

## あらすじ
シャッターが下ろされ密室となったコンビニエンスストアで少年1人を除く、女子高生・おばさん・黒人店員・警官・暴走族・チーマーら9人が死体となって発見された事件の真相を描く。

## 登場人物

### コンビニ事件の被害者
バイブ
主人公、「ゴウトクジSARU」のメンバーだがいじられキャラ。警官から奪った拳銃を持ち歩いていたが、コンビニに立ち寄ったとき、自分をいびるベアーの彼女である金井が働いていたのを見て衝動的に事件を起こす。「バイブ」というあだ名の由来は、聖典の意味のバイブルからで、性具のバイブレーションではない。本名・国立一郎太。
『TOKYO TRIBE２』の登場キャラ「委員長」にそっくりだが、少々、性格の荒っぽさが目立つことが多い。
森川数芝
交番勤務の巡査。格闘ゲームマニア。
土長みさえ
主婦。立ち寄ったコンビニで人質にされる。
金井妙子
コンビニの女子高生店員。ギャル風。ベアーの彼女。
玉川紀子
コンビニの女子高生店員。黒髪ショートで愛称「ノリ」。
ボブ・ゲルドフィン
黒人のコンビニ店員。
ユッケ
暴走族「イノヘッド」のメンバー。坊主頭。
ビビンバ
暴走族「イノヘッド」のメンバー。リーゼント頭。
ドレッドヘアの若者
咄嗟に逃げようとするが、バイブにより射殺される。

### その他
少年
コンビニ事件で唯一人生き残った小学生。塾通いをしている。
ヤマハナ
第一話に登場。「ゴウトクジSARU」の顔的存在。『TOKYO TRIBE2』の海に似ているが坊主頭。
ベアー
バイブにたびたび意地悪をしている。金井の彼氏。
ハーシム
バイブに彼女ができていることを仲間に言いふらすなど、少し意地悪なところがある。
テラさん
妻子持ちで、片思いの相手に告白したバイブをからかうベアーを諌めつつ微笑んでおり、『TOKYO TRIBE２』での設定との相違点がある。

## 書誌情報
- 『BORN 2 DIE』太田出版　1998年11月　ISBN 4872334256
- 『BORN 2 DIE』祥伝社　2001年2月26日　ISBN 4-39-677007-3

## 舞台版
BORN 2 DIE（ボーン・トゥ・ダイ）のタイトルで舞台化した（原作での「BORN 2 DIE」の読み方は、「ボーンツーダイ」）。東京公演はニッポン放送、大阪公演はサンライズプロモーション大阪の主催。主演は全員ふぉ〜ゆ〜のメンバー。
公演日程
- 2021年11月3日 - 8日、東京・よみうり大手町ホール
- 同年11月17日 - 12月1日、東京・銀座博品館劇場
- 同年12月4日 - 12月5日、大阪・松下IMPホール

キャスト
- ベアー：福田悠太
- 吉武少年：辰巳雄大
- 森川数芝巡査：越岡裕貴
- バイブ：松崎祐介
- ハシーム 他：前野朋哉
- ビビンバ 他：野澤祐樹
- タエ子 他：楢木和也
- ユッケ 他：田中穂先
- 色々な役の声の出演：三倉茉奈、三倉佳奈

スタッフ
- 原作：井上三太「BORN 2 DIE」
- 演出：小林顕作
- 脚本：川尻恵太（SUGARBOY）
- 企画・製作：ニッポン放送